# Dżyraszen (Armawir)
Dżyraszen – wieś w Armenii, w prowincji Armawir. W 2011 roku liczyła 760 mieszkańców.